# Matthias Chemnitz
Matthias Chemnitz (latinisiert Chemnitius; * 23. (oder 27.?) Oktober 1537; † 22. April 1599) war ein deutscher Jurist, Vizekanzler und Konsistorialpräsident im Kurfürstentum Brandenburg.

## Leben
Der Vater Joachim Chemnitz war Bürgermeister in Salzwedel in der Altmark, die Mutter Anna Tack[en] Tochter eines Bürgermeisters in Wittstock.
Matthias Chemnitz studierte Recht in Frankfurt (Oder) seit 1557 und in Bologna 1561. In Ferrara promovierte er zum Doktor. 
Ab etwa 1565 war Matthias Chemnitz Rat des Kurfürsten Joachim II. von Brandenburg, danach von dessen Nachfolgern Johann Georg und Joachim Friedrich. Er wurde Assessor am Altmärkischen Quartals-Gericht in Stendal, später Vizekanzler und Präsident des evangelischen Konsistoriums der Kurmark. 1577 soll er die Konsistorial- und Visitations-Ordnung verfasst haben. 1593 war Chemnitz an einer Kirchenvisitation in der Mark Brandenburg mit Hieronymus Prunner, Christoph Pelargus und Andreas Wenzel (Wencelius) beteiligt.

## Ehe und Nachkommen
Matthias Chemnitz war mit Elisabeth, einer Tochter von Thomas Matthias, kurfürstlicher Rat und Berliner Bürgermeister, verheiratet. Söhne waren
- Gabriel Chemnitz (* 1582), Domherr in Magdeburg
- Heinrich Chemnitz (1583–1632), Offizier in holländisch-nassauischen Diensten Offizier
- Nicolaus Chemnitz (1585–1631), Offizier in schwedischen Diensten
- Johann Chemnitz (1586–1668), Ratsherr in Danzig
- Sabine Chemnitz, heiratete Bartholomaeus Koldebatz (Coldebacius), Juraprofessor in Frankfurt (Oder)[3]